# Alfa Romeo Montreal

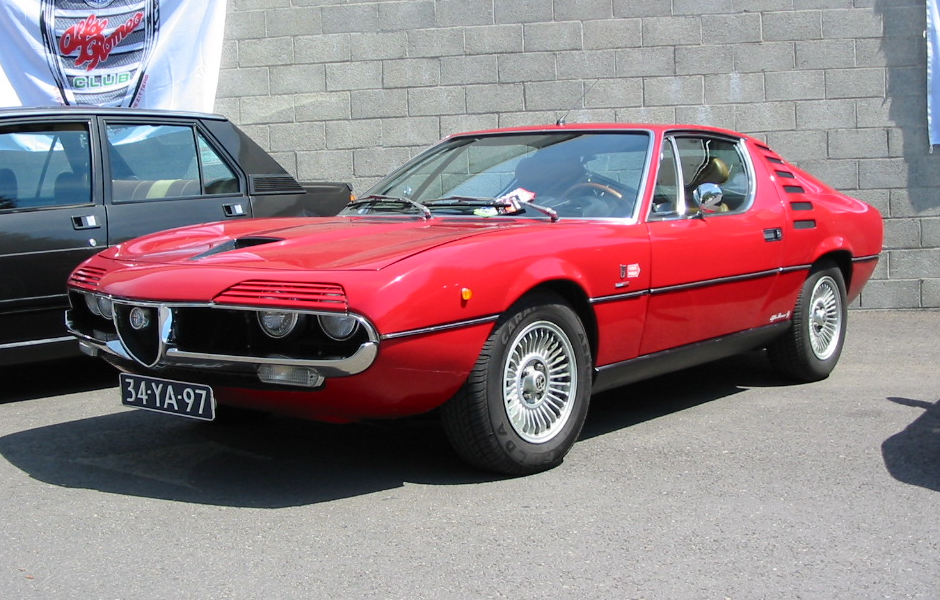
Alfa Romeo Montreal

Alfa Romeo Montreal byl italský sportovní vůz. Výroba probíhala v letech 1970 až 1977. Celkem bylo vyrobeno 3925 kusů. Objednávka od Kanaďanů zněla: automobil budoucnosti pro výstavu Expo 67. Karoserie byla svěřena Bertonemu. Šasi a zavěšení převzal Montreal od kupé Giulia GTV a motor byl převrtanou verzí dvoulitrového čtyřvačkového V8 ze silniční varianty závodního vozu Tipo 33, Alfa Romeo 33 Stradale. V sériovém provedení motor nakonec nebyl umístěn před zadní nápravu, ale přesunul se dopředu. Za dveřmi ale zůstaly otvory pro výstup vzduchu.

## Technická data
- Motor: osmiválec uspořádaný do V, umístěn podélně nad přední nápravou
  - Vrtání: 80 mm
  - Zdvih: 64,5 mm
  - Objem: 2593 cm³
- Převodovka: pětistupňová, manuální
- Výkon: 147 kW (200 k)
- Vmax: 219 km/h
- Zrychlení 0–100 km/h: 7,6 s
- Rozvor: 2350 mm
- Délka: 4220 mm
- Šířka: 1672 mm
- Výška: 1205 mm
- Pneumatiky: 195/70 VR 14